# Jacint Badrinas i Falguera
Jacint Badrinas i Falguera (1817, Terrassa - 20 gener 1897, Terrassa) va ser músic i director coral.